# 磨墩水库
磨墩水库是中国安徽省合肥市肥西县境内的一座水库，位于长江水系丰乐河上，建于1966年。水库正常库容为910万立方米，集雨面积为24平方千米，海拔为47.4米。